# Aston Hall
Aston Hall è un edificio in stile giacobiano situato ad Aston, Birmingham, classificato tra gli edifici di primo grado.

## Storia
La costruzione di Aston Hall, progettata da John Thorpe, comincia nell'aprile 1618 e si conclude nell'aprile 1635.
Nel 1631, quattro anni prima della fine della costruzione, Thomas Holte inizia a risiedere ad Aston Hall. Gli Holte, sostenitori della monarchia, ospitano Carlo I d'Inghilterra il 18 ottobre 1642 prima che il sovrano e la sua armata si scontrino con le truppe parlamentari a Edgehill (Warwickshire) nella prima importante battaglia della guerra civile. Aston Hall viene assediata dalle forze del Parlamento nel dicembre 1643: la residenza subisce danni, alcuni ancora presenti. La residenza rimane in famiglia fino al 1817, quando viene venduta a James Watt Jr., figlio di James Watt; alla morte del nuovo proprietario nel 1858, passa alla compagnia privata Aston Hall and Park Company Ltd, diventando la prima casa storica dell'Inghilterra a essere aperta come parco pubblico e museo. Il 15 giugno di quello stesso anno la regina Vittoria apre la residenza al pubblico, cominciando una tradizione di serate a lume di candela. Nel 1864 viene comprata dalla municipalità di Birmingham in seguito a difficoltà economiche.
Nel 1878 e per alcuni anni, Aston Hall ospita la collezione d'arte e il museo delle armi in seguito ad un incendio della biblioteca pubblica e del Birmingham and Midland Institute, fino alla costruzione del nuovo edificio. Nel 1927 la Birmingham Civic Society progetta dei giardini, realizzati dal Comune impiegando una forza lavoro reclutata tra i disoccupati e pagata dai contributi pubblici: i lavori si concludono sette anni dopo. Verso la fine del ventesimo secolo gli interni vengono rinnovati, mantenendo comunque lo stile originario della casa.
Nel 2012 la gestione di Aston Hall passa al Birmingham Museums Trust, diventando un museo della comunità aperto al pubblico in primavera ed estate dopo un massiccio rinnovamento, costato 12 milioni e mezzo di sterline, eseguito tra il 2006 e il 2009. La mostra allestita nelle sale è formata da mobili, dipinti, tessuti e lavori in metallo provenienti dalle collezioni del Birmingham Museum & Art Gallery. Ogni due anni la residenza ospita un evento natalizio serale, "Aston Hall by Candlelight", durante il quale degli attori riportano in vita le festività del diciassettesimo secolo e la casa è illuminata da centinaia di candele.